# クラムトゥ
クラムトゥ(Koulamoutou)はガボン共和国中部の都市。オゴウェ・ロロ州の州都・ロロ＝ブエンギディ県の県都である。人口は約2.5万人（2013年国勢調査）。ロラ川とブエンギディ川の合流点に位置し、国道6号線が通っている。

## 施設
市内には、博物館、映画館、空港などがある。

## 交通

### 空港
- クラムトゥ空港（英語版）

### 道路
- 国道6号線（英語版）